# راؤول غوستافو
راؤول غوستافو (بالبرتغالية: Raul Gustavo Pereira Bicalho) هو لاعب كرة قدم برازيلي، ولد في 24 أبريل 1999 في Pedro Leopoldo ‏ في البرازيل.

## وصلات خارجية
- راؤول غوستافو على موقع قاعدة بيانات كرة القدم.إي يو (الإنجليزية)
- راؤول غوستافو على موقع Soccerway.com (الإنجليزية)